# Rosewood Heights
Rosewood Heights ist eine Siedlung auf gemeindefreiem Gebiet, die zu statistischen Zwecken als Census-designated place (CDP) geführt wird. Der Ort liegt im Madison County im US-amerikanischen Bundesstaat Illinois. Das U.S. Census Bureau hat bei der Volkszählung 2020 eine Einwohnerzahl von 3.971 ermittelt.
Rosewood Heights liegt im Metro-East genannten östlichen Teil der Metropolregion Greater St. Louis um die Stadt St. Louis im benachbarten Missouri.  

## Geografie
Rosewood Heights liegt im nördlichen Vorortbereich von St. Louis, rund vier Kilometer nordöstlich des Mississippi, der die Grenze zum Bundesstaat Missouri bildet. Rosewood Heights liegt auf 38°53′16″ nördlicher Breite und 90°05′05″ westlicher Länge. Der Ort erstreckt sich über 5 km² und liegt in der Wood River Township.
An Rosewood Heights grenzende Ortschaften sind Wood River (im Südwesten), East Alton (im Westen) sowie Bethalto (im Norden, Nordosten und Osten). Roxana liegt 9,2 km südlich. Das Zentrum der Stadt St. Louis liegt 37,7 km südsüdwestlich.

## Verkehr
Entlang des westlichen Ortsrandes verläuft die zum Freeway ausgebaute Illinois State Route 255, die hier die östliche Umgehungsstraße von St. Louis bildet. Den nördlichen Ortsrand bildet die Illinois State Route 140. Alle weiteren Straßen sind County Roads oder weiter untergeordnete innerörtliche Verbindungsstraßen.
Der St. Louis Regional Airport liegt 1,9 km östlich, der größere Lambert-Saint Louis International Airport liegt 43,4 km südwestlich von Rosewood Heights.

## Demografische Daten
Nach der Volkszählung im Jahr 2010 lebten in Rosewood Heights 4038 Menschen in 1653 Haushalten. Die Bevölkerungsdichte betrug 807,6 Einwohner pro Quadratkilometer. In den 1653 Haushalten lebten statistisch je 2,44 Personen. 
Ethnisch betrachtet setzte sich die Bevölkerung zusammen aus 97,2 Prozent Weißen, 0,4 Prozent Afroamerikanern, 0,2 Prozent amerikanischen Ureinwohnern, 0,5 Prozent Asiaten sowie 0,7 Prozent aus anderen ethnischen Gruppen; 1,0 Prozent stammten von zwei oder mehr Ethnien ab. Unabhängig von der ethnischen Zugehörigkeit waren 1,9 Prozent der Bevölkerung spanischer oder lateinamerikanischer Abstammung. 
20,7 Prozent der Bevölkerung waren unter 18 Jahre alt, 60,2 Prozent waren zwischen 18 und 64 und 19,1 Prozent waren 65 Jahre oder älter. 50,2 Prozent der Bevölkerung war weiblich.
Das mittlere jährliche Einkommen eines Haushalts lag bei 53.787 USD. Das Pro-Kopf-Einkommen betrug 24.429 USD. 11,4 Prozent der Einwohner lebten unterhalb der Armutsgrenze.